# Cynoglossum monophlebium
Cynoglossum monophlebium är en strävbladig växtart som beskrevs av John Gilbert Baker. Cynoglossum monophlebium ingår i släktet hundtungor, och familjen strävbladiga växter. Inga underarter finns listade i Catalogue of Life.